# Теодора (Сара)
Вижте пояснителната страница за други личности с името Теодора.
Теодора (Ѳеѻдѡра, Теѡⷣра) е българска царица, втора съпруга на цар Иван Александър. Тя е от еврейски произход. Търновско предание я нарича Сара, а в своята история Мавро Орбини я нарича Ебраида  (на старогръцки:Εβραία), което означава "еврейка".  Заедно със семейството си младата еврейка живее в т.нар. „Жид махала“ на десния бряг на река Янтра, под южния скат на Трапезица, т.е. в еврейския квартал на Търново.
Действителното име, което носи единствената еврейка – българска царица, е неизвестно, а името „Сара“ е условно, понеже е най-носеното и популярно женско еврейско име. След възкачването си на престола приема християнското име „Теодора“ по името на първата съпруга на цар Иван Александър и същевременно и първа българска царица при управлението му – влахинята Теодора Басараб.

## Произход
Произходът на Сара не е изяснен от науката, т.е. от коя от еврейските етнически общности произхожда. Доверявайки се на Мавро Орбини произведението му „Царството на славяните“ (писано основно по легендарни сведения близо два века и половина след историческите събития), българската историография сравнително безкритично е възприела тезата за произхода на Сара от т.нар. романиоти или византийски евреи. Известно е, че по това време членовете на царското семейство са сключвали почти единствено и само династични бракове с цел заздравяване на добросъседските отношения и прокарване на определена политика. В този смисъл не е изключено Сара, в контекста на османските завоевания по това време, да произхожда от някакъв поюдейчен хазарски род от времето на Хазарския хаганат, тъй като е известно какво влияние са оказвали върху България и българската политика степните народи от североизток – печенеги, кумани, татарите от Златната орда и т.н. Произходът на Сара все още е предмет на спорове.

## Легенда
Щастливо обстоятелство довежда до коренна промяна в живота ѝ. Търновските предания разказват, че Иван Александър се влюбва в нея, докато тя се къпе в Янтра. По-правдоподобни изглеждат писанията на Мавро Орбини, според който царят я забелязал по време на съдебен процес и е толкова впечатлен от младата еврейка, че направо е „наранен в сърцето“.
Увлечението на Иван Александър продължава доста време и накрая, отдаден на чувствата си, той ѝ предлага да стане негова царица. Препятствията за осъществяване на брака обаче не са малко. Първо, като еврейка, тя трябва да приеме православието. Младата еврейка не се церемони дълго и скоро приема Христовото учение под името Теодора. Този избор едва ли е случаен, предвид факта че името на предишната съпруга на царя също е Теодора. Друга пречка за брака е положението на евреите в страната. Накрая, с този брак царят потъпква нормите на епохата, взимайки за съпруга жена, която не отговаря на потеклото му.

## Българска царица
Бракът между двамата е сключен през 1349 г. По-късно изворите на няколко пъти споменават името на Теодора, като отбелязват изключителната ѝ религиозна ревност. Царица Теодора става инициаторка на църковен събор, който се разправя сурово с еретиците. Същевременно тя постоянно утвърждава християнската вяра по българските земи – обновява много църкви и издига много манастири.
Друг факт също маркира жизнения път на царицата. Изглежда не без нейно участие Иван Александър въвежда нов ред при унаследяването на престола. Дотогава действа т.нар. система на майората, съгласно която престолът се пада на първородния син на владетеля. Тъй като синовете от първата царица са родени в Ловеч още преди Иван Александър да стане цар, Теодора си „спомня“ за византийската наследствена практика, според която престолът принадлежи на първия роден син след възцаряването, който е багренороден (гръцки: πορφυρογέννητος), т.е. на нейния син Иван Шишман.
Смъртта на царицата би трябвало да се отнесе към края на 80-те години. Учудващо е, че тя не постъпва докрай като предана християнка, т.е. да постъпи в манастир, а заобиколена от синове и внуци, доживява края на дните си мирно и спокойно.

В Бориловия синодик за нея пише: 
| „ | ...На Теодора, благочестивата царица на великия цар Иван Александър, която бе от еврейски род, приела след това Светото кръщение и запазила цяла благочестивата си вяра, обновителка на много църкви, въздигнала различни манастири, майка на великия цар Иван Шишман, вечна памет... | “ |

## Потомство
Царица Теодора ражда на Иван Александър шест деца:
- Иван Шишман ( † 3 юни 1395, Никопол) – цар на България от 1371 до 1395 г., женен за Кира-Мария
- Иван Асен V († 1388)
- Кера Тамара ( * 1340/50, † сл. 1400, Бурса), омъжена за деспот Константин и втори път за султан Мурад I
- Кераца-Мария (* 1348; † 1390), омъжена за византийския император Андроник IV Палеолог
- Десислава, омъжена за Константин, влашки принц
- Василиса